# Idris Gaibov
Idris Abdulaevici Gaibov este vice prim-ministrul Republicii Cecenia în guvernul lui Ramzan Kadîrov, începând din 2006. El este un fost comandant militar al Republicii Cecene Ichkeria.
Între 1997 și 1999 (în timpul regimului lui Aslan Mashadov), Gaibov a fost comandantul Raionului Kurcealoi. Există mărturii că frații săi, Rizvan și Ibrahim, au fost capturați de armata rusă în timpul unei „operațiuni de curățire”, în 2001.
Grupul pentru Apărarea Drepturilor Omului „Memorial”, precum și Anna Politkovskaia, l-au acuzat pe Gaibov că a orchestrat atrocitățile comise de unitățile lui Ramzan Kadîrov la periferia satului cecen Kurcealoi, pe 27-28 iulie 2006. Conform relatărilor, el a spânzurat capul decapitat al unui luptător rebel ucis, ca avertisment pentru restul satului. În calitate de oficial guvernamental cecen, el ar fi ordonat unor membri ai forțelor de securitate rusești, care nu îi erau direct subordonați, să decapiteze cadavrul luptătorului. Bărbații înarmați și-au petrecut apoi următoarele două ore fotografiind capul cu ajutorul telefoanelor mobile; capul a rămas acolo timp de 24 de ore.